# Langya, Shandong
Langya Zhen (kinesiska: 琅琊镇, 琅琊) är en köping i Kina. Den ligger i provinsen Shandong, i den östra delen av landet, omkring 280 kilometer sydost om provinshuvudstaden Jinan. Antalet invånare är 35743. Befolkningen består av 17 567 kvinnor och 18 176 män. Barn under 15 år utgör 14,0 %, vuxna 15-64 år 70 %, och äldre över 65 år 15,0 %.
Genomsnittlig årsnederbörd är 896 millimeter. Den regnigaste månaden är juli, med i genomsnitt 269 mm nederbörd, och den torraste är januari, med 9 mm nederbörd.